# ميخائيل البيرتي
ميخائيل البيرتي (بالألمانية: Michael Alberti)‏ هو طبيب وفيزيائي وفيلسوف ألماني. (* 13 تشرين الثاني عام 1682 في نورنبيرغ و † في 17 أيار عام 1757 في هاله (سكسونيا-أنهالت)

## حياته
ابن كاهن رعية القديس لورنز باول مارتن البيرتي (1640-1705) و زوجته كلارا, توجه في البداية كأخيه نحو مهنة والدهما. قصد ثانوية القديس ايغيديين تحت إدارة يوهان جورج فوكس.

## أعماله
هنا بعض من أعماله الكثيرة و غير المترجمة إلى العربية:
- de malo hypochondrriaco et hysterico (Präs. G. E. Stahl). Halle 1703
- Inauguralis de erroribus medicinae practicae (Präs. G. E. Stahl). Halle 1704
- de vera pathologia haemorrhagiae narium. Halle 1704
- de officio medici circa adiaphora. Halle 1708
- de medica critica. Halle 1709
- de amethodia naturae. Halle 1709
- de haemorrhagiis criticis. Halle 1710
- de purpura cum febre complicata. Halle 1710
- de abortus noxia et nefanda promotione. Halle 1711
- de medicinae et doctrinae moralis nexu. Halle 1714
- de therapia morbum morali. Halle 1714
- de atonia. Halle 1716
- de sensuum internorum usu in oeconomia vitali. Halle 1716
- de mensium anormaliis. Halle 1716
- de mensium anormalis convulsivis. Halle 1716
- de motibus naturae eynosura medici. Halle 1716
- de sensu vitali. Halle 1716
- de morborum consensu. Halle 1716